# Верховный орден Христа
Верховный орден Христа (итал. Ordine Supremo del Cristo) — орден Святого Престола, вручаемый Папой Римским. Высший Папский орден. Имеет один класс. Состоит из знака ордена и звезды ордена. Знак ордена в виде белого латинского креста с красной эмалью, увенчан золотой короной, носится на цепи. Звезда ордена носится на левой стороне груди.

## История
Орден имеет общую историю с португальским Военным орденом Христа и является высшим из существующих ныне рыцарских орденов Святого престола. Он был основан как католический монашеский орден 14 августа 1318 года королём Португалии Динишем I (1279—1325) для замены ордена Рыцарей Храма, который был уничтожен папой Климентом V (1305—1314) в 1312 году. Это начинание было санкционировано папой Иоанном XXII (1316—1334) буллой Ad ea ex quibus от 14 марта 1319 года в Авиньоне. Первоначальное название ордена — Воинство Господа Нашего Иисуса Христа (Militia Domini Nostri Jesu Christi). Понтифик считался Сувереном ордена, хотя управление им было предоставлено королям Португалии.
С 1522 года первоначальный орден окончательно разделился на два: португальский Военный орден Христа и орден Христа, которым продолжали награждать папы. 7 февраля 1905 года Папа Пий X кардинально реорганизовал орден Христа, который стал называться Верховным. 15 апреля 1966 года Папа Павел VI установил награждение Верховным орденом Христа только правящих монархов и глав государств католического вероисповедания в особо важных случаях в присутствии главы Римской католической церкви.
Последним рыцарем Верховного ордена Христа был король бельгийцев Бодуэн в 1961 году. После его смерти в 1993 году живых рыцарей Верховного ордена Христа не осталось и орден стал «спящим».
Среди прочих известных рыцарей ордена были Отто фон Бисмарк и Конрад Аденауэр, получившие его до изменения статута, разрешающего награждать им только католических монархов.

## Описание
Цепь ордена состоит из чередующихся звеньев с гербом Святого престола (папская тиара и скрещенные ключи), крестом ордена в золотом венке и звеньев в виде ажурных узлов («узлы любви»). Звенья соединены между собой двумя золотыми цепочками. Знак подвешен к трофею, являющему собой центральный элемент сети.
Знак ордена представляет собой латинский крест с расширяющимися концами, покрытый красной эмалью с золотым ободом, и латинским крестом белой эмали меньшего размера, наложенным поверх него, увенчанный короной. Звезда ордена — восьмиконечная серебряная, в центре её расположен крест ордена в окружении золотого венка.

## Иллюстрации
- Знак ордена
- Знак и звезда ордена
- Воротник (цепь) ордена